# Guds hus (byggprojekt)

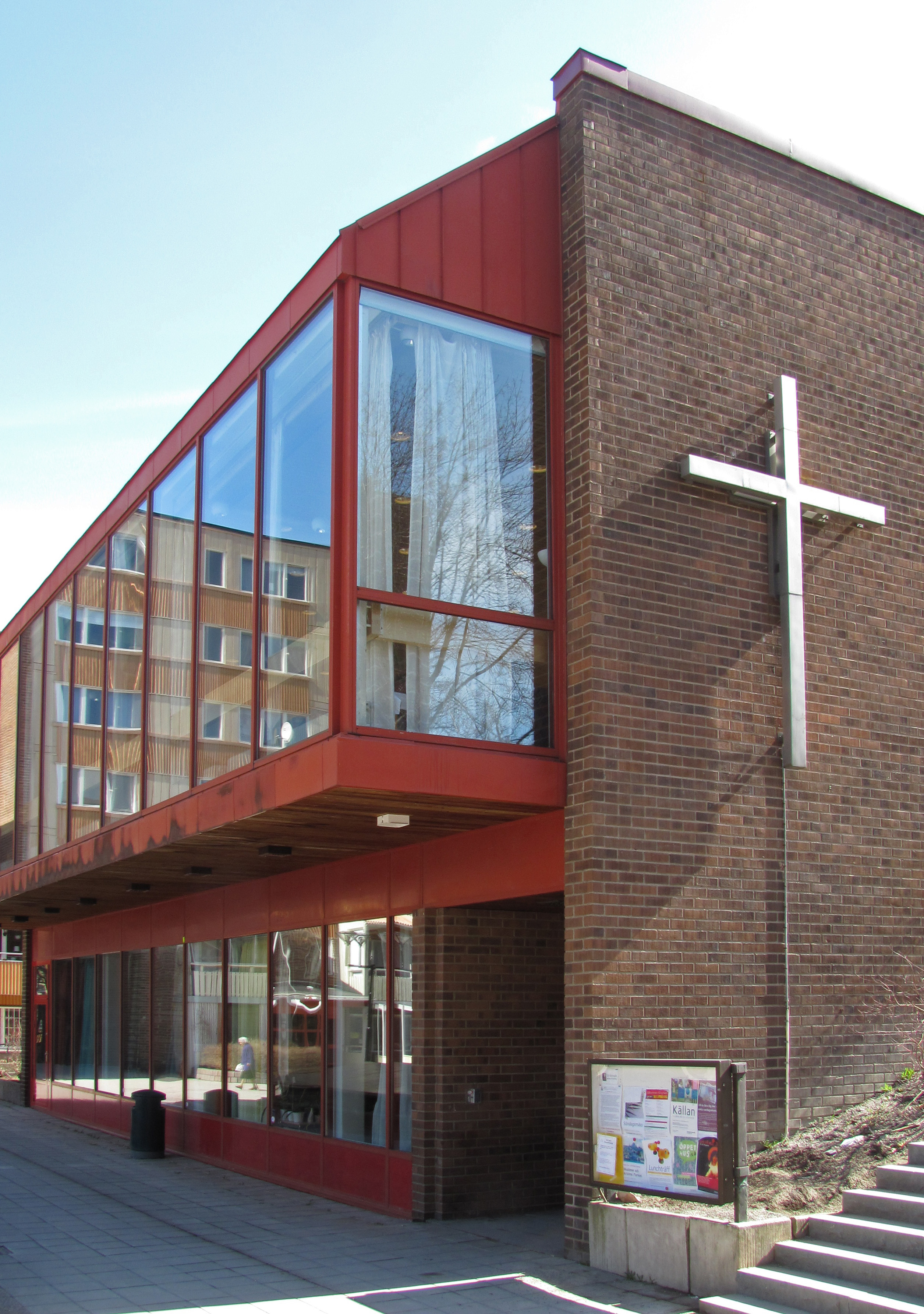
Fisksätra kyrka

Guds hus är en planerad kyrkobyggnad och ett ekumeniskt byggprojekt. Guds hus kommer att omfatta Fisksätra kyrka från 1974 och Fisksätra moské. Byggnaden är ett samarbete mellan Nacka församling, Sankt Konrads katolska församling och Muslimernas förening i Nacka. Idén och tanken är inte att religionerna ska blandas med varandra. Idén är ett att motarbeta främlingsfientlighet genom att ge möjlighet till människor med olika religiösa traditioner att mötas, samt att demonstrera religionen som en enad kraft i lokalsamhället.
Projektet har mött kritik och har bland annat beskrivits som "religionsdialog [...] som slår över i synkretism", "religionsförvanskning" och som ett exempel på brist på frimodighet i den kristna tron. Intern kritik i Svenska kyrkan har handlat om att islamistiska och antisemitiska krafter inte tillräckligt kritiseras.